# Верхогляд, Дарья Сергеевна
Дарья Сергеевна Верхогляд (род. 22 февраля 1992 года, Великая Александровка) — украинская спортсменка, мастер спорта международного класса (академическая гребля), бронзовый призёр Чемпионата Европы по академической гребле 2016 и Летней Универсиады 2013 в Казани.

## Биография
Дарья Верхогляд родилась 22 января 1992 года в Великой Александровке, Херсонская область. С детства занималась баскетболом и лёгкой атлетикой, после чего тренер Виктор Николаевич Бужак отправил её в Херсонское высшее спортивное училище физкультуры. После поступления начала заниматься академической греблей под руководством тренера Олега Ивановича Волощука.
На Летней Универсиаде, которая проходила с 6 по 17 июля 2013 года в Казани, Дарья представляла Украину в академической гребле в дисциплине четвёрка без рулевого и завоевала бронзовую награду вместе с Евгенией Нимченко, Илоной Романеску и Екатериной Шеремет.
В предварительных заплывах девушки сразу квалифицировались в финал со вторым результатом (7:05.69). В финале заняли третью строчку (7:09.66), пропустив вперёд россиянок (6:59.92) и спортсменок из ЮАР (7:07.44).
В июле 2015 года на XXVIII Всемирной летней Универсиаде в Кванджу (Республика Корея) украинская четвёрка — Дарина Верхогляд, Наталия Ковалева, Наталия Довгодько, Евгения Нимченко — финишировали первыми в соревнованиях по академической гребле.
Верхогляд была награждена медалью «За труд и доблесть» за достижение высоких спортивных результатов на XXVII Всемирной летней Универсиаде в Казани, проявленные самоотверженность и волю к победе, повышение международного авторитета Украины.
В составе четвёрки, Верхогляд прошла квалификацию на соревнованиях по академической гребле в Люцерне 2016 года, тем самым получив право на участие в Летней Олимпиаде в Рио-де-Женейро.
Во время чемпионата Европы по академической гребле 2016 года в Бранденбурге, Верхогляд в составе четвёрки смогла добыть бронзовую медаль, уступив первенство соперницам из Германии и Польши.